# Championnat de Bulgarie de football 1965-1966
Navigation
Saison précédente Saison suivante
La saison 1965-1966 du Championnat de Bulgarie de football était la 42e édition du championnat de première division en Bulgarie. Les seize meilleurs clubs du pays se retrouvent au sein d'une poule unique, la Vissha Professionnal Football League, où ils s'affrontent deux fois, à domicile et à l'extérieur. À l'issue du championnat, les deux derniers du classement sont relégués et remplacés par les deux meilleurs clubs de B PFG.
Le CSKA Cherveno zname Sofia remporte le 13e titre de champion de Bulgarie de son histoire en terminant en tête du classement, avec un seul point d'avance sur le tenant du titre, le PFK Levski Sofia et trois sur le PFC Slavia Sofia. Le CSKA manque le doublé en s'inclinant en finale de la Coupe de Bulgarie face au Slavia Sofia.

## Les 16 clubs participants
| - PFK Levski Sofia - CSKA Cherveno zname Sofia - Marek Stanke Dimitrov - Lokomotiv Plovdiv - PFK Spartak Pleven - PFC Slavia Sofia - Botev Burgas - Promu de D2 - Lokomotiv Sofia | - Dunav Ruse - Cherno More Varna - Spartak Plovdiv - Beroe Stara Zagora - Botev Plovdiv - Botev Vratsa - FK Spartak Sofia - Spartak Varna - Promu de D2 |

## Compétition

### Classement
Le barème utilisé pour établir le classement est le suivant :
- Victoire : 3 points
- Match nul : 1 point
- Défaite : 0 point

| Rang | Équipe                    | Pts | J  | G  | N  | P  | Bp | Bc | Diff |
| ---- | ------------------------- | --- | -- | -- | -- | -- | -- | -- | ---- |
| 1    | CSKA Cherveno zname Sofia | 42  | 30 | 17 | 8  | 5  | 53 | 30 | +23  |
| 2    | PFK Levski Sofia T        | 41  | 30 | 15 | 11 | 4  | 59 | 31 | +28  |
| 3    | PFC Slavia Sofia C        | 39  | 30 | 16 | 7  | 7  | 38 | 25 | +13  |
| 4    | FK Spartak Sofia          | 36  | 30 | 14 | 8  | 8  | 45 | 30 | +15  |
| 5    | Lokomotiv Plovdiv         | 31  | 30 | 12 | 7  | 11 | 36 | 33 | +3   |
| 6    | Beroe Stara Zagora        | 30  | 30 | 10 | 10 | 10 | 41 | 41 | 0    |
| 7    | Dunav Ruse                | 30  | 30 | 12 | 6  | 12 | 29 | 40 | -11  |
| 8    | Lokomotiv Sofia           | 29  | 30 | 10 | 9  | 11 | 46 | 35 | +11  |
| 9    | Spartak Plovdiv           | 28  | 30 | 9  | 10 | 11 | 28 | 42 | -14  |
| 10   | Botev Plovdiv             | 27  | 30 | 9  | 9  | 12 | 41 | 39 | +2   |
| 11   | Tcherno More Varna        | 27  | 30 | 8  | 11 | 11 | 30 | 35 | -5   |
| 12   | Marek Stanke Dimitrov     | 27  | 30 | 9  | 9  | 12 | 39 | 51 | -12  |
| 13   | Botev Vratsa              | 25  | 30 | 9  | 7  | 14 | 30 | 41 | -11  |
| 14   | Botev Burgas P            | 25  | 30 | 8  | 9  | 13 | 34 | 48 | -14  |
| 15   | FK Spartak Varna P        | 22  | 30 | 6  | 10 | 14 | 32 | 48 | -16  |
| 16   | PFK Spartak Pleven        | 21  | 30 | 6  | 9  | 15 | 30 | 42 | -12  |

|  | Qualification pour la Coupe des clubs champions 1966-1967                                |
|  | Qualification pour la Coupe des Coupes 1966-1967                                         |
|  | Qualification pour la Coupe des villes de foires 1966-1967                               |
|  | Relégation en deuxième division                                                          |
|  | T : Tenant du titre C : Vainqueur de la Coupe de Bulgarie P : Promu de deuxième division |

## Bilan de la saison
| Championnat de Bulgarie de football 1965-1966 |                                       |
| Champion                                      | CSKA Cherveno zname Sofia (13e titre) |
| Coupes et trophées                            |                                       |
| Vainqueur de la Coupe de Bulgarie 1965-1966   | PFC Slavia Sofia                      |
| Qualifications continentales                  |                                       |
| Coupe des clubs champions 1966-1967           | CSKA Cherveno zname Sofia             |
| Coupe des Coupes 1966-1967                    | PFC Slavia Sofia                      |
| Coupe des villes de foires 1966-1967          | Spartak Plovdiv                       |
| Promotions et relégations                     |                                       |
| Promus en Vissha PFL                          | PFC Minyor Pernik                     |
| Promus en Vissha PFL                          | PFC Dobrudzha Dobrich                 |
| Relégués en B PFL                             | PFC Spartak Pleven                    |
| Relégués en B PFL                             | Spartak Varna                         |